# Komorní činohra
Komorní činohra je profesionální činoherní divadlo, které se ve své inscenační tvorbě zaměřuje především na současnou světovou dramatiku. Většinu textů uvádí v české, někdy také světové premiéře. V roce 2019 získal soubor hlavní cenu na Mezinárodním divadelním festivalu SLAVIJA v Bělehradu s inscenací Neslušní.

## Historie souboru

### Nddd a Divadlo v Řeznické
Komorní činohra (KoČ) byla jako nestátní nezisková organizace – občanské sdružení založena režisérem a hercem Jiřím Bábkem v roce 1997 jako Naše dobrovolné divadelní družstvo (Nddd). Od září 2003 působí o.s. pod názvem Komorní činohra.
Vznik organizace byl motivován úspěšnou inscenací hry Johna Osbornea Ohlédni se v hněvu, kterou Jiří Bábek, ještě jako fyzická osoba, produkoval v roce 1996 v Divadle v Řeznické. V tomto divadle pak postupně uvedlo Nddd ještě inscenace her Film vo správnym chlapovi, Krásku z Leenane a Simpatico.

### Divadlo Na Prádle a povodně 2002
Od roku 2001 do roku 2008 měl soubor stálou scénu v Divadle Na Prádle. Výraznou epizodou tohoto období byly povodně v roce 2002, které Divadlo Na Prádle vyřadily z provozu na celý rok. KoČ našlo v této době útočiště v Divadle v Celetné.

### Palmovka a povodně 2013
V lednu 2009 se Komorní Činohra stala nájemníkem prostoru Malé scény Divadla pod Palmovkou. V květnu 2013 však znovu zasáhly povodně, sklepní prostory Divadla pod Palmovkou byly zaplaveny vodou z Rokytky a technické zázemí, které je zde instalováno, bylo poničeno takovou měrou, že k obnovení provozu divadla včetně podkrovní Malé scény došlo až v září 2014. Komorní činohra byla proto nucena se znovu na celou sezonu stěhovat, tentokrát do Divadelního klubu Troníček (dnes: Divadla Františka Troníčka) na Novém městě pražském, kde působí do dnes.

## Umělci v Komorní činohře

### Herci
Seznam herců k 1. dubnu 2018:
- Daniel Bambas
- Štěpán Benoni
- Jiří Böhm
- Zdeněk Dočekal
- Petr Halíček
- Kristýna Hlaváčková
- Lukáš Král
- Ivana Machalová
- Máša Málková
- Petr Reif
- Jaroslav Someš
- Diana Šoltýsová
- Jan Teplý ml.
- Radek Valenta
- Zdeněk Velen
- Barbora Vovsíková
- Monika Zoubková

Souborem prošli také mimo jiné např. Anna Fixová, Matouš Ruml, Miroslava Pleštilová, Ivana Korolová, Zdeněk Dolanský, Vasil Fridrich, Václav Vašák a další.

### Režiséři
- Jiří Bábek, Martin Vokoun, Přemysl Rut

### Scénografka
- Ľubica Bábek Melcerová

### Hudební skladatel
- Zdeněk Dočekal

## Současný repertoár
(k 30. srpnu 2020)
- Jiří Orten, Francis Jammes, Jiří Bábek: Anýzové jablko/Orten - premiéra 23. 11. 2019
- Charlotte Keatley: Máme říkala, že bych neměla - premiéra 13. 11. 2018
- Paula Vogel: Neslušní - premiéra 6. 11. 2018
- Rajiv Joseph: Kolo kolo mlýnský - premiéra 22. 4. 2018
- Paula Vogel: Dlouhá vánoční cesta domů - premiéra 29. 11. 2015

## Archiv inscenací
- Oskar Bábek: Pohasly forbasy - premiéra 21. 5. 2017
- Conor McPherson: Ptáci - premiéra 17. 9. 2016
- David Johnston: Busted Jesus Comix - premiéra 21. 5. 2016
- Martin Casella: Irská kletba - premiéra 25. 5. 2015
- Mika Myllyaho: Chaos - premiéra 14. 1. 2014
- Enda Walsh: Penelopa - premiéra 20. 12. 2014
- Mika Myllyaho: Harmonie - premiéra 2. 11. 2014
- Rafael Spregelburde: Skromnost - premiéra 31. 5. 2013
- Marina Carr: Žena a megera - premiéra 26. 5. 2013
- Mika Myllyaho: Panika - premiéra 3. 12. 2012
- David Mamet: November - premiéra 20. 11. 2011
- Dušan Vicen: Chopin v porcelánu - premiéra 5. 11. 2011
- Miro Gavran: Noc bohů / Pacient doktora Freuda - premiéra 10. 4. 2011
- Paula Vogel: Jak jsem se učila řídit - premiéra 20. 5. 2010 (obnovená prem. 27. 10. 2012)
- Přemysl Rut: Sen - premiéra 16. 12. 2009
- David Gieselmann: Pan Kolpert - premiéra 21. 11. 2009
- Kornél Hamvai: Kitty Flynn - premiéra 26. 4. 2009
- Jean-Christoph Barc: Návrat pana Leguena aneb Víkend ve výtahu - premiéra 26. 4. 2004 (obnovená prem. 13. 2. 2009)

#### Partneři a sponzoři divadla
- Magistrát hl. m. Prahy Archivováno 8. 11. 2011 na Wayback Machine.
- Nadace Život umělce
- Everesta
- BBA Group Archivováno 1. 8. 2015 na Wayback Machine.